# Kawasaki Z 750 Turbo

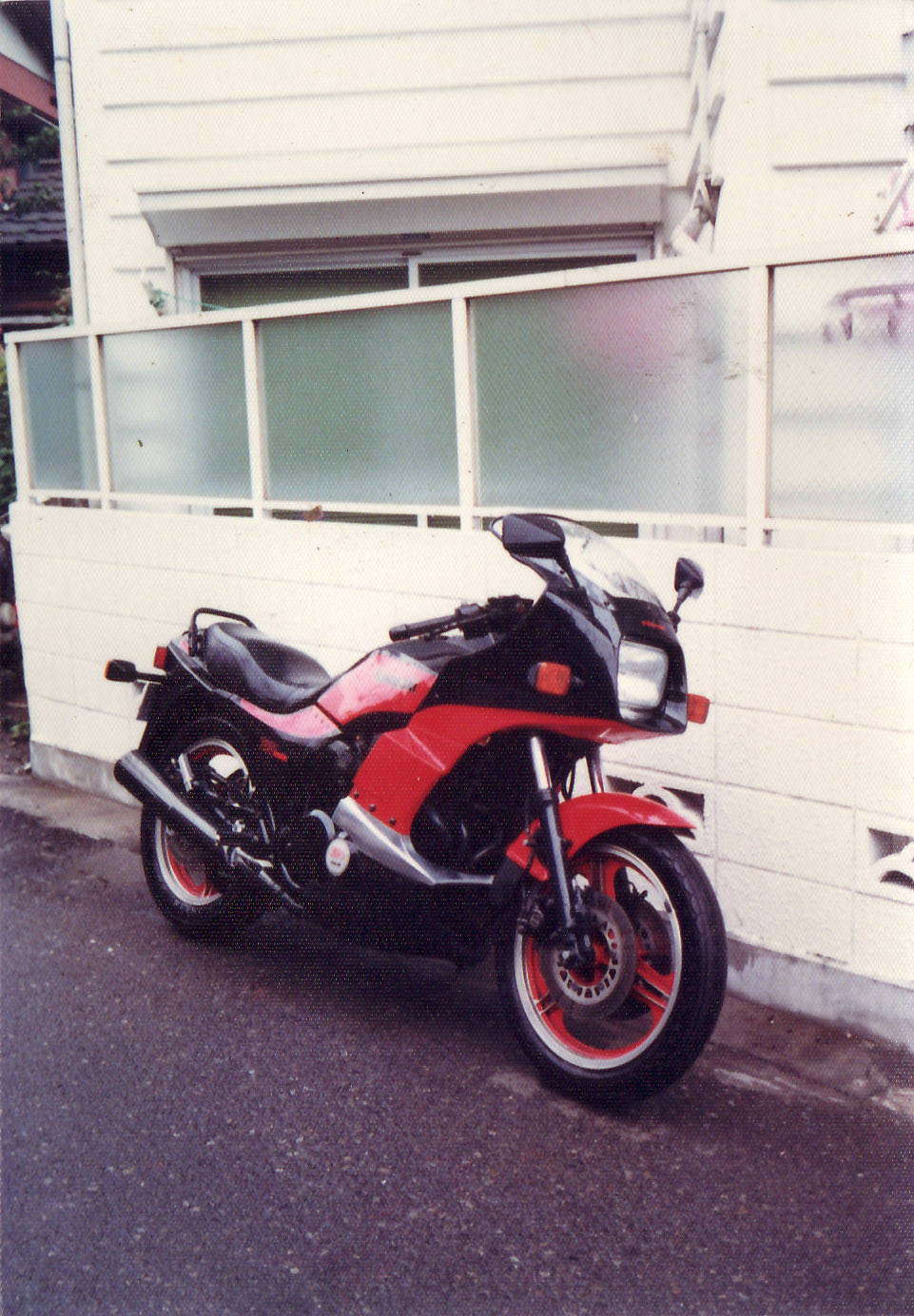
Kawasaki Z 750 Turbo

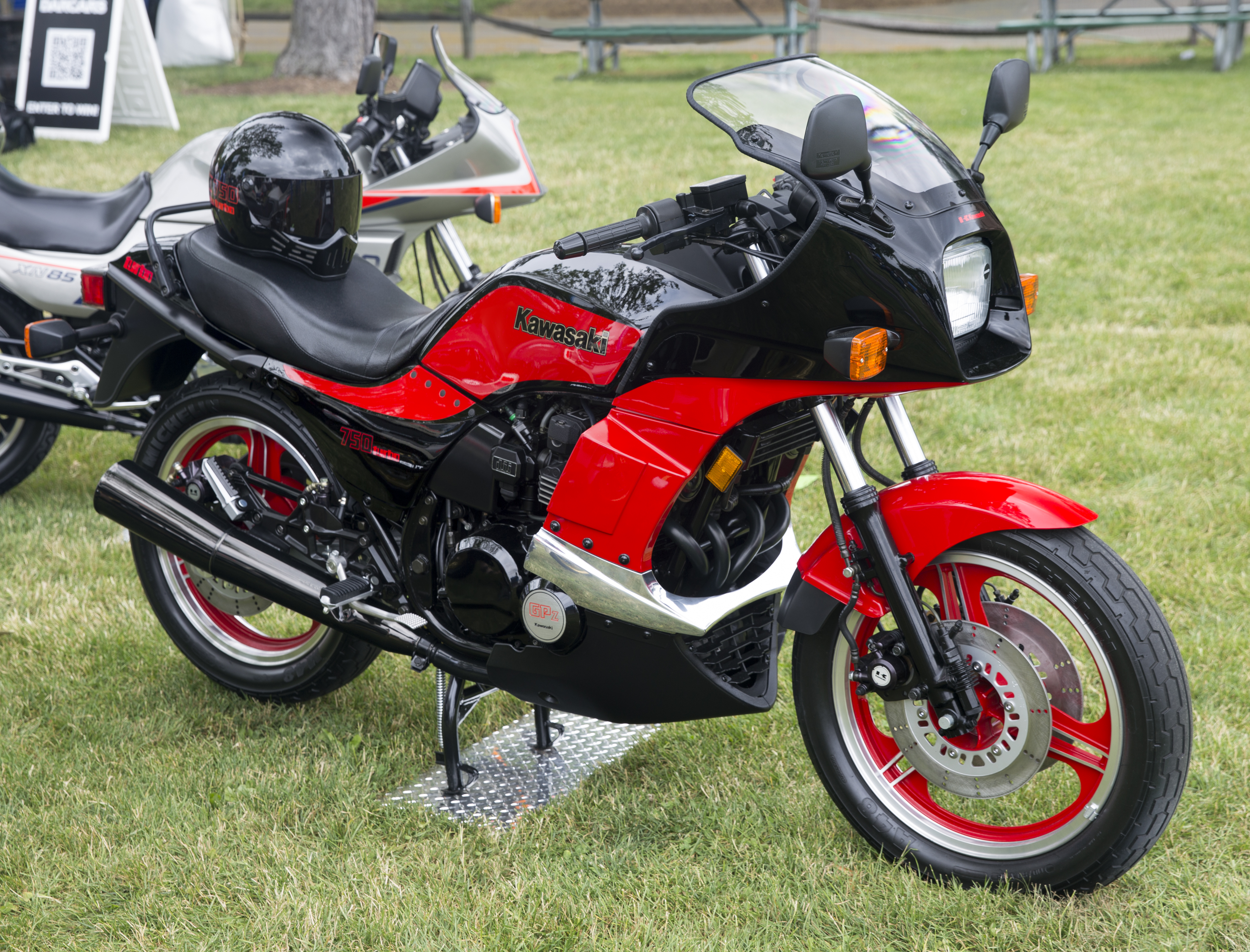
Kawasaki Z 750 Turbo, 1985

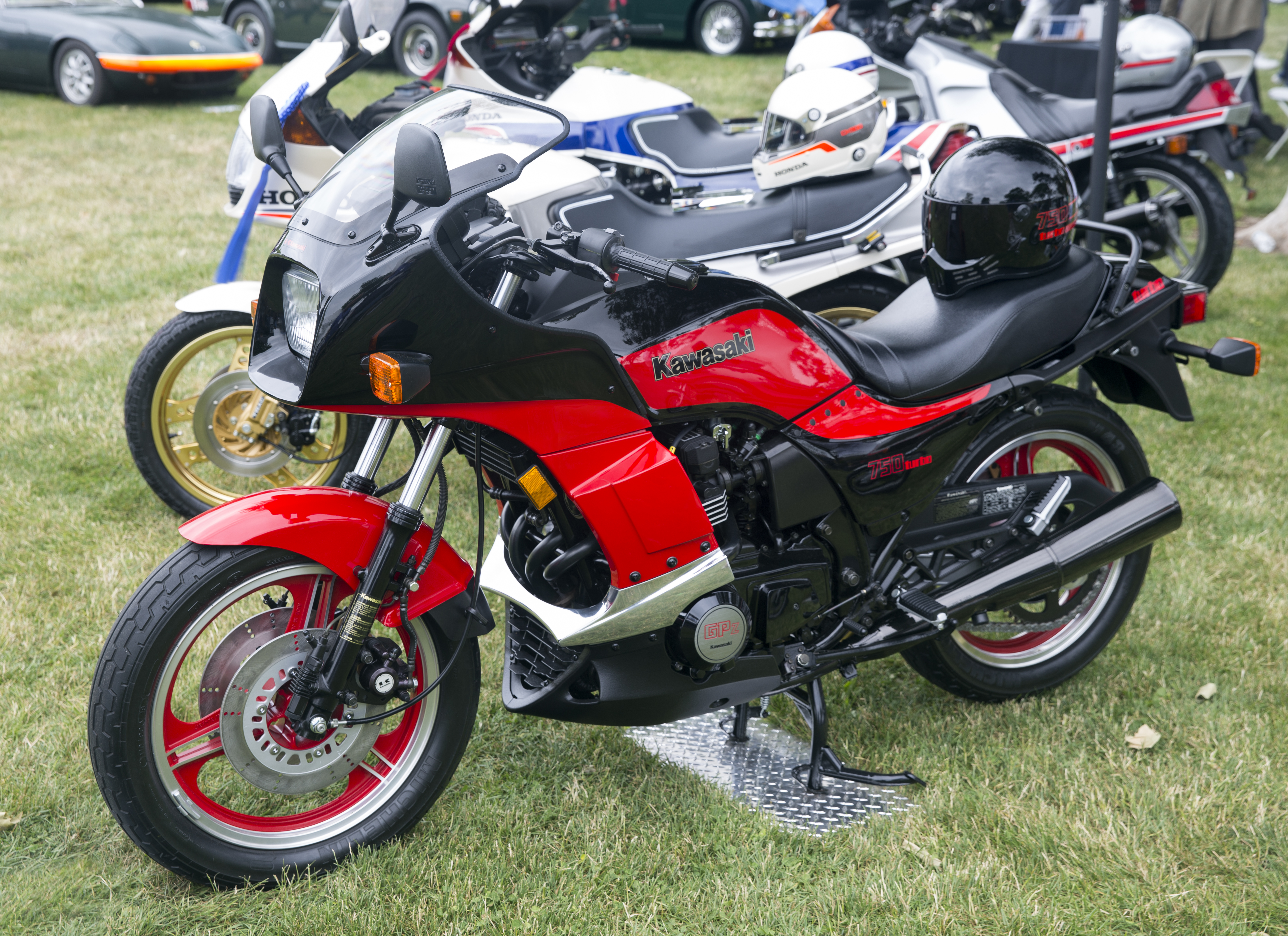
Kawasaki Z 750 Turbo, (1985)

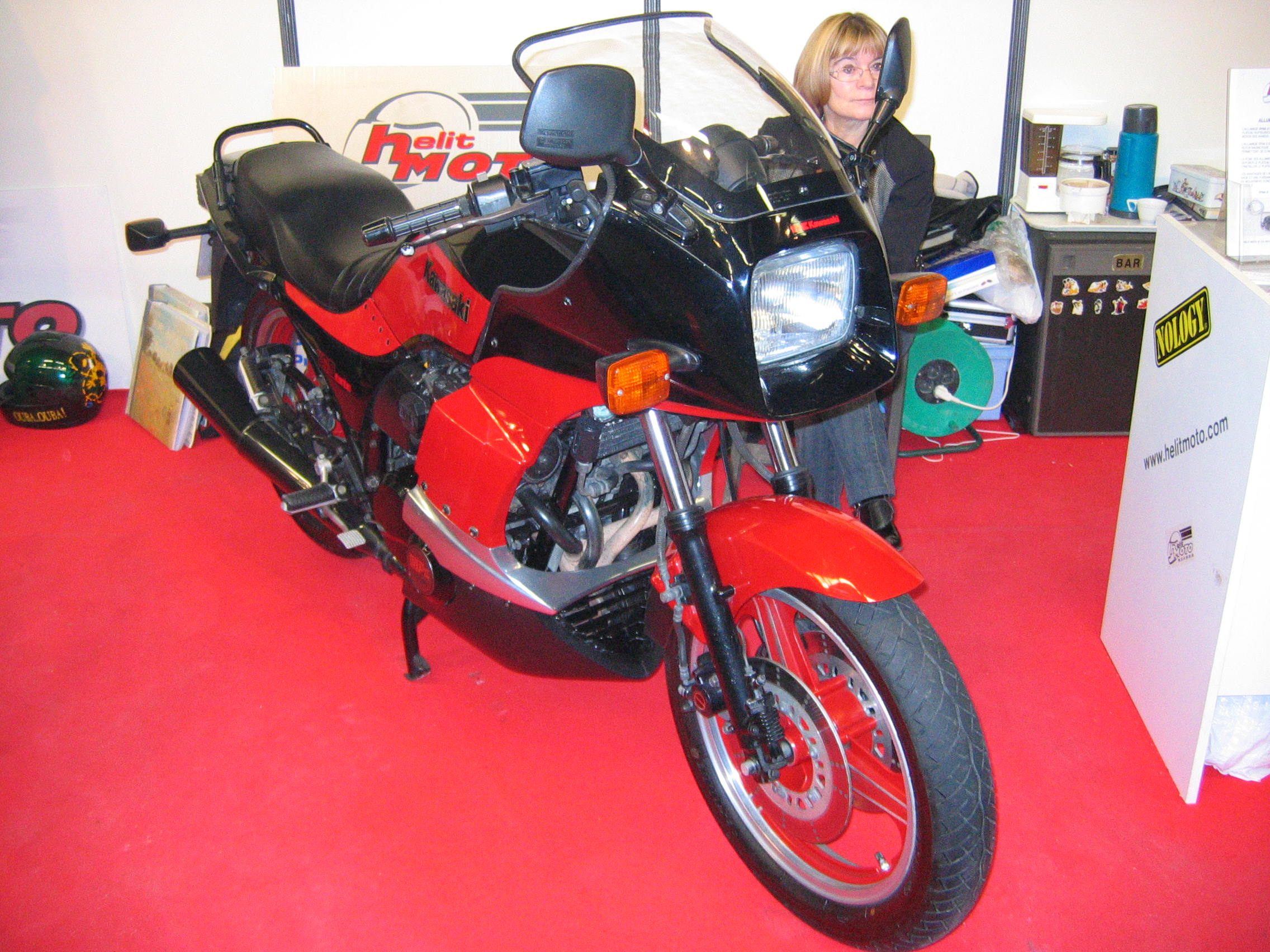
Kawasaki Z 750 Turbo

Die Kawasaki Z 750 Turbo war ein Motorrad des japanischen Herstellers Kawasaki, das von 1983 bis 1985 hergestellt wurde.

## Geschichte

### Entwicklung
Kawasaki hatte ab Januar 1981 Prototypen mit 650 Kubikzentimetern Hubraum getestet und zeigte auf der Tokyo Motor Show im November 1981 einen ersten Prototyp der 750 Turbo.

### Vermarktung
Zum Ende des Jahres 1983 kam die Z 750 Turbo als Modelljahrgang 1984 in den Verkauf; Pressevorführungen hatte schon im Frühjahr 1983 gegeben, so zum Beispiel am Salzburgring. Sie kam damit als letztes serienmäßiges Turbo-Motorrad der vier großen japanischen Motorradhersteller auf den Markt und wurde bis Ende 1985 gebaut. Davor hatte Honda die CX 500/650 Turbo, Suzuki die XN 85 und Yamaha die XJ 650 Turbo auf den Markt gebracht.
Die Typenbezeichnung des 1984 intern ZX750-E1 genannten Motorrades handhabte Kawasaki in den verschiedenen Märkten uneinheitlich. In Deutschland war die Bezeichnung Z 750 Turbo üblich.

## Technik

### Motor
Der luftgekühlte Reihenvierzylinder entspricht in den Grundzügen dem Motor der GPz 750.
Als turbospezifische Anpassungen ist die Verdichtung durch flachere Kolben von 9,5 auf 7,8:1 reduziert und der Zylinderkopf der Z 650 mit schmaleren Kanälen und kleineren Ventilen sowie eine DFI Einspritzanlage, ähnlich der GPZ 1100 kommt zum Einsatz. Um den höheren Öltemperaturen Rechnung zu tragen, wurde ein Ölkühler verbaut.

### Fahrwerk
Motor und Getriebe hängen in einem Doppelschleifen-Stahlrohrrahmen. Auch das Fahrwerk basiert auf der GPz 750, ist aber mit größeren Bremsscheiben, geänderter Geometrie, geringerer Sitzhöhe und stabilerer Hinterradschwinge der höheren Motorleistung angepasst.

### Design
Das Design der Z750 entsprach den Modellen der GPZ-Linie, zusätzlich war das Modell noch mit einem kleinen Verkleidungsunterteil ausgerüstet und in Rot-Schwarz lackiert.